# Earthlings
Earthlings je americký dokumentární film z roku 2005. Zabývá se zneužíváním zvířat pro lidské účely (jídlo, oblečení, zábava, vědecký výzkum). Je zde použito velké množství záběrů pořízených skrytou kamerou. Jeho režisérem byl Shaun Monson a namluvil jej herec Joaquin Phoenix. Je zde použita hudba více hudebníků, například Mobyho. Deset let po tomto snímku představil jeho režisér pokračování nazvané Unity.